# 阿朗格乌迪
阿朗格乌迪（Alangudi），是印度泰米尔纳德邦Pudukkottai县的一个城镇。总人口10742（2001年）。

## 人口
该地2001年总人口10742人，其中男性5429人，女性5313人；0—6岁人口1339人，其中男571人，女768人；识字率76.78%，其中男性为82.91%，女性为70.53%。